# Caroline Lind
Caroline Lind (ur. 11 października 1982 w Greensboro) – amerykańska wioślarka, sześciokrotna mistrzyni świata, dwukrotna złota medalistka igrzysk olimpijskich.

## Osiągnięcia
- Mistrzostwa świata – Gifu 2005 – ósemka – 4. miejsce.
- Mistrzostwa świata – Gifu 2005 – dwójka bez sternika – 6. miejsce.
- Mistrzostwa świata – Eton 2006 – ósemka – 1. miejsce.
- Mistrzostwa świata – Monachium 2007 – ósemka – 1. miejsce.
- Igrzyska olimpijskie – Pekin 2008 – ósemka – 1. miejsce.
- Mistrzostwa świata – Poznań 2009 – ósemka – 1. miejsce.
- Mistrzostwa świata – Bled 2011 – ósemka – 1. miejsce.
- Igrzyska olimpijskie – Londyn 2012 – ósemka – 1. miejsce.
- Mistrzostwa świata – Chungju 2013 – ósemka – 1. miejsce.
- Mistrzostwa świata – Amsterdam 2014 – ósemka – 1. miejsce.